# Craig Calhoun
Craig Jackson Calhoun FBA FAcSS (nacido en 1952) es un sociólogo estadounidense y actual presidente del Instituto Berggruen. Es un defensor de la utilización de la ciencia social para abordar las cuestiones de interés público, fue director de la Escuela de Economía y Ciencias Políticas de Londres de septiembre de 2012 hasta septiembre de 2016 cuando la dejó para convertirse en el primer Presidente del Instituto Berggruen. Anteriormente, fue presidente del Social Science Research Council y fue profesor de la Facultad de Ciencias Sociales en la Universidad de Nueva York y Director de su Instituto para el Conocimiento Público. Con Richard Sennett fue cofundador de NYLON, un seminario interdisciplinario para estudiantes de posgrado en Nueva York y Londres que efectúan investigaciones etnográficas e históricas para influir en la política, la cultura y la sociedad.

## Biografía
Calhoun nació en Watseka, Illinois en 1952. Estudió antropología y cine en la Universidad del Sur de California, (BA, 1972), antropología y sociología en la Universidad de Columbia (MA, 1974), y antropología social en la Universidad de Mánchester (MA, (Econ.), 1975). Recibió su doctorado en sociología e historia social y económica moderna de la Universidad de Oxford en 1980. Fue alumno de J.C. Mitchell, Angus MacIntyre y R.M. Hartwell. 
Enseñó en la Universidad de Carolina del Norte en Chapel Hill desde 1977 hasta 1996. Allí también fue Decano de la Escuela de Graduados y Director fundador del Centro Universitario de Estudios Internacionales. Se mudó a la NYU en 1996 como presidente del Departamento de Sociología en un período de gran reconstrucción. Se fue a Columbia en 2006, pero regresó a NYU como Director del Instituto de Conocimiento Público (IPK), que promueve colaboraciones entre académicos de diversos antecedentes disciplinarios y entre académicos y profesionales en activo. En septiembre de 2012 se convirtió en Director y Presidente de la London School of Economics. Calhoun también ha enseñado en la Universidad de Estudios Extranjeros de Beijing, la Escuela de Altos Estudios en Ciencias Sociales, la Universidad de Asmara, la Universidad de Jartum, la Universidad de Oslo y la propia Oxford. Fue Profesor Visitante Distinguido de la Cátedra Benjamin Meaker en la Universidad de Bristol en 2000 y recibió un doctorado honorario de la Universidad La Trobe en Melbourne en 2005.
Calhoun está casado con Pamela DeLargy, que es especialista en salud pública y el Cuerno de África, y que sirvió en las Naciones Unidas en Eritrea, Sudán, Sierra Leona y dirigió los programas de respuesta humanitaria del UNFPA durante una década. Actualmente es asesora principal de Peter Sutherland, representante especial de la ONU para la migración.

## Obra
De 1999 a 2012 Calhoun fue presidente del Consejo de Investigación de Ciencias Sociales. En el SSRC Calhoun hizo hincapié en las contribuciones públicas de las ciencias sociales. Sus puntos de vista se explican en su ensayo "Hacia una ciencia social más pública", que apareció por primera vez en el "Informe del presidente" del SSRC en 2004 y ha sido traducido, reproducido y distribuido ampliamente en la web. Después del 11 de septiembre de 2001, lanzó una iniciativa sobre "Ciencias sociales en tiempo real" que incluyó un foro de ensayos que atrajo a más de un millón de lectores. Esto continuó con el trabajo sobre la Privatización del Riesgo, comprendiendo Katrina: Perspectivas del Programa de Ciencias Sociales, y  Haití, Ahora y Después (examinando el impacto del terremoto de 2010 en el futuro social y político de Haití). Sus conversaciones con Paul Price han recibido una amplia difusión.
Calhoun ha escrito más de 100 artículos académicos y capítulos, así como libros, entre los cuales el más famoso es un estudio de las protestas de la Plaza Tiananmen de 1989, Ni dioses ni emperadores: estudiantes y la lucha por la democracia en China (California, 1994). El trabajo de Calhoun ha sido traducido a más de una docena de idiomas. Thesis Eleven (2006, Vol. 84, No. 1) dedicó un número especial a su trabajo, "Craig Calhoun: Ciencias sociales críticas y la esfera pública". También fue editor en jefe del Oxford Dictionary of the Social Sciences. Su trabajo reciente se ha centrado en el futuro del capitalismo y en el humanitarismo. También ha escrito sobre el Brexit y el auge del populismo.
Como el director de la Escuela de Economía y Ciencias Políticas de Londres Calhoun fue en el año académico 2012-13 el beneficiario de "uno de los mayores incrementos en el salario y beneficios globales" en el sector de la educación superior británico. Como Director, Calhoun tuvo mucho éxito en la recaudación de fondos para la LSE, incluidos millones de la Fundación Marshall, Atlantic Philanthropies y muchos otros donantes. En diciembre de 2015, se anunció que no buscaría un nuevo mandato en LSE. En 2016 fue nombrado presidente del Instituto Berggruen en Los Ángeles.

## Honores
- 2014: Doctor honoris causa de la Universidad Erasmus de Róterdam, por ser "uno de los más importantes sociólogos actuales".
- 2015: miembro de la Academia de Ciencias Sociales (FAcSS)[9]
- 2015: miembro de la Academia Británica (FBA)[10]

## Publicaciones

### Monografías
- Calhoun, Craig. (2007) Nations Matter: Culture, History, and the Cosmopolitan Dream.  Routledge.
- Calhoun, Craig. (2001) Nationalism. Open University Press and University of Minnesota Press.  ISBN 0816631204

- Calhoun, Craig. (1995) Critical Social Theory. Basil Blackwell.
- Calhoun, Craig. (1994) Neither Gods Nor Emperors: Students and the Struggle for Democracy in China. University of California Press.
- Calhoun, Craig. (1989; 7th ed., 1996) Sociology. McGraw-Hill Companies.
- Calhoun, Craig. (1982) The Question of Class Struggle: Social Foundations of Popular Radicalism During the Industrial Revolution. University of Chicago Press and Basil Blackwell.

### Volúmenes editados
- Calhoun, Craig, Eduardo Mendieta, and Jonathan VanAntwerpen. (2013) Habermas and Religion. Polity Press.
- Calhoun, Craig,  Mark Juergensmeyer, and Jonathan VanAntwerpen.  (2011)  Rethinking Secularism.  Oxford University Press. ISBN 978-0199796687

- Michael Warner, Jonathan VanAntwerpen, and Craig Calhoun. (2010) Varieties of Secularism in a Secular Age. Harvard University Press.
- Calhoun, Craig and Sennett, Richard. (2007) Practicing Culture. Routledge.
- Calhoun, Craig;  Gerteis, Joseph; Moody, James; Pfaff, Steven; and Indermohan Virk. (2007) Contemporary Sociological Theory, 2nd. ed. Blackwell.
- Calhoun, Craig;  Gerteis, Joseph; Moody, James; Pfaff, Steven; and Indermohan Virk. (2007) Classical Sociological Theory, 2nd. ed. Blackwell.
- Calhoun, Craig. (2007) Sociology in America: A History. University of Chicago Press.
- Calhoun, Craig; Rojek, Chris; and Turner, Bryan. (2006) Sage Handbook of Sociology. Sage Publications.
- Calhoun, Craig. (2005) Lessons of Empire: Imperial Histories and American Power. New Press.
- Calhoun, Craig; Price, Paul; and Timmer; Ashley. (2002) Understanding September 11.  The New Press.
- Calhoun, Craig. (2002) Dictionary of the Social Sciences. Oxford University Press.
- Calhoun, Craig, and McGowan John. (1997) Hannah Arendt and the Meaning of Politics. University of Minnesota Press.
- Calhoun, Craig. (1994) Social Theory and the Politics of Identity. Wiley Blackwell. ISBN 9781557864734

- Calhoun, Craig; LiPuma, E.; and Postone; M. (1993) Bourdieu: Critical Perspectives. Cambridge: Polity Press and Chicago: University of Chicago Press.
- Calhoun, Craig. (1993) Habermas and the Public Sphere. Cambridge, MA: MIT Press.
- Calhoun, Craig; Scott, W.R.; and Meyer, M. (1990) Structures of Power and Constraint: Essays in Honor of Peter M. Blau. Cambridge and New York: Cambridge University Press.
- Calhoun, Craig and Ianni, F. A. J. (1976) The Anthropological Study of Education. The Hague: Mouton, and Chicago: Aldine.